# Maria Amalia von Brasilien

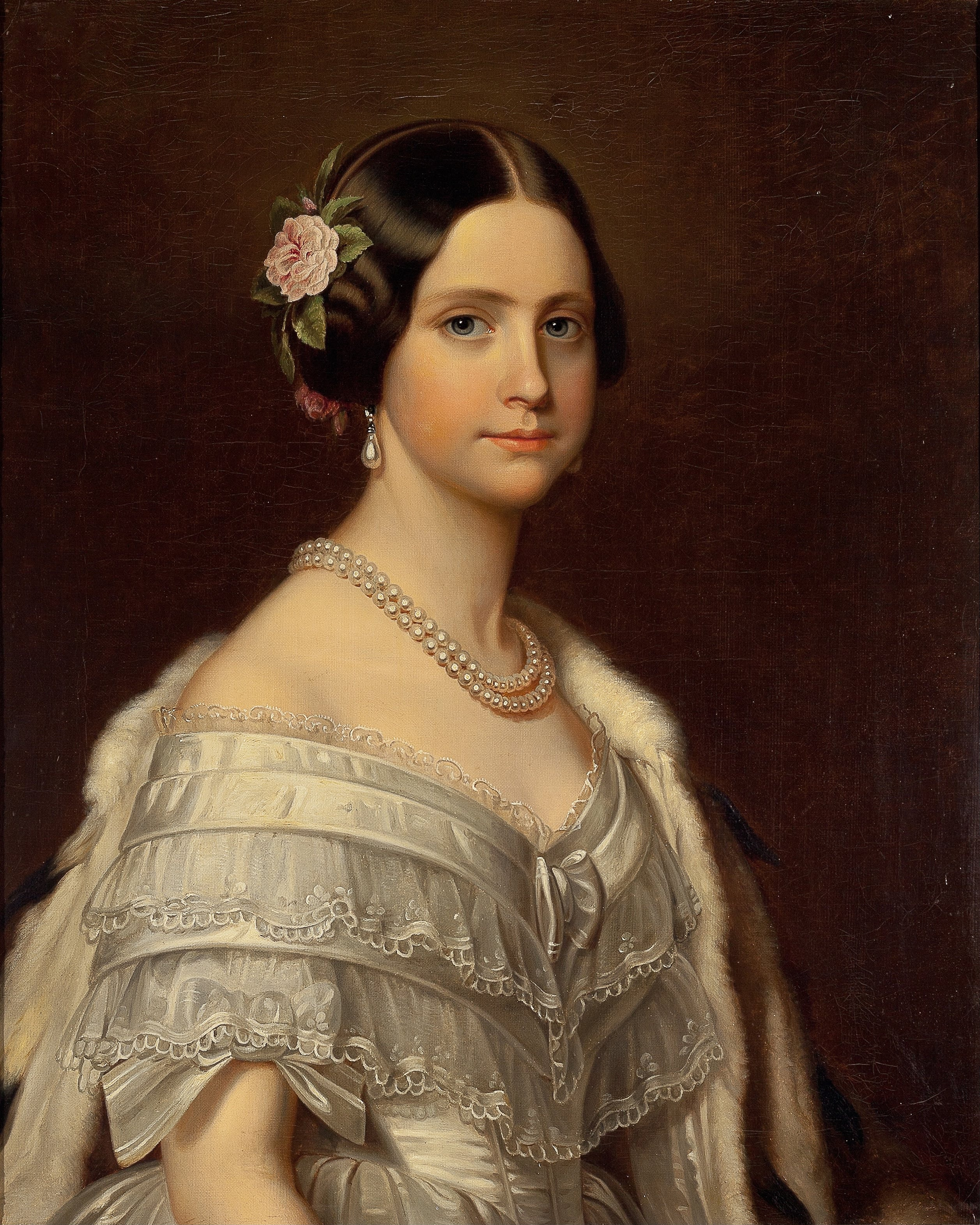
Prinzessin Maria Amalia, Porträt von Joseph Karl Stieler

Maria Amalia de Bragança (vollständiger Name Maria Amalia Augusta Eugénia Josefina Luisa Teodelinda Heloisa Francisca Xavier de Paula Micaela Gabriela Rafela Gonzaga de Bragança; * 1. Dezember 1831 in Paris; † 4. Februar 1853 in Funchal auf Madeira) war eine Prinzessin von Brasilien.

## Leben
Maria Amalia war das einzige Kind aus der Ehe von Pedro I., dem ersten Kaiser von Brasilien, und dessen zweiter Ehefrau Amélie von Leuchtenberg.
Als Maria Amalia im Jahre 1831 geboren wurde, hatte ihr Vater bereits zugunsten seiner ältesten Tochter Maria II. auf den brasilianischen Thron verzichtet und war ins Exil nach Frankreich geflohen.
Maria Amalia hatte eine schwache Gesundheit und starb schon mit 21 Jahren, unverheiratet, in Funchal auf der portugiesischen Insel Madeira. Ihr Cousin Ferdinand Maximilian war mit ihr so gut wie verlobt. Der Kaiser hatte gerade seine Zustimmung zur Ehe gegeben, als Maria Amalia an Lungentuberkulose starb. Ferdinand Maximilian trug zeitlebens einen Ring bei sich, der aus ihrem Haar bestand.
Maria Amalia ist in der braganzischen Familiengruft São Vicente de Fora in Lissabon bestattet.